# یک شغل نامناسب برای یک زن (فیلم)
یک شغل نامناسب برای یک زن (انگلیسی: An Unsuitable Job for a Woman) یک فیلم بریتانیایی در سبک جنایی است که در سال ۱۹۸۲ منتشر شد. از بازیگران آن می‌توان به بیلی وایتلاو، الیزابت اسپرینگز و پل فریمناشاره کرد.